# Urga (film)
Urga (ros. Урга – территория любви, Urga – terytorium miłości) – rosyjsko-francuski dramat filmowy z 1991 roku w reżyserii Nikity Michałkowa. Zdjęcia kręcono w Hulun Buir (region autonomiczny Mongolia Wewnętrzna w Chinach).
Urga to pierwszy film rosyjski po upadku ZSRR, który został nominowany do Oscara za najlepszy film obcojęzyczny.

## Fabuła
Film jest pochwałą prostego, prowadzonego w zgodzie z przyrodą, życia koczowników mongolskich. Opowiada historię mongolskiego małżeństwa, Gomby i Pagmy, mieszkających w jurcie oddalonej od najbliższego sąsiedztwa o jeden dzień drogi. Tytułowa urga to dzida ze skrawkiem powiewającej tkaniny wbita w ziemię, sygnalizująca zgodnie z mongolską tradycją miejsce, które postronne osoby winny omijać, aby nie znaleźć się w niezręcznej sytuacji. Główni bohaterzy są młodzi. Gombo chciałby jak najczęściej udawać się z żoną w step, zostawiając dzieci w jurcie. Pagma stawia warunek – środki antykoncepcyjne, ponieważ prawo chińskie ogranicza przyrost naturalny. W tej sytuacji, mężczyzna jest zmuszony udać się do odległego miasta po prezerwatywy. Tymczasem do ich jurty trafia niespodziewany gość, Rosjanin Siergiej, który, jadąc ciężarówką po prostej drodze, zasypia i wjeżdża przednimi kołami do rzeki, skąd nie może się wydostać. Gombie nie udaje się wyciągnąć pojazdu za pomocą swoich koni, więc obiecuje przyjezdnemu wezwać na pomoc swojego krewnego. Na noc proponuje przybyszowi z Rosji gościnę, a gdy uda im się wyciągnąć samochód, możliwe, że pojedzie nim do miasta, by kupić potrzebną rzecz. Mężczyźni zaprzyjaźniają się ze sobą.

## Obsada
- Bajartu – Gombo
- Badma – Pagma
- Władimir Gostiuchin – Siergiej
- Yongyan Bao – Burma
- Wurinile – Buin
- Łarisa Kuzniecowa – Marina
- Jan Boczyński – Stanisław
- Nikita Michałkow – rowerzysta
- Biao Wang – Biao Wang
- Baoyinhexige – Bajartu
- Nikołai Woszczylin – Nikołai

oraz Jinsheng Bao

## Nagrody i nominacje
Oscary 1993:
- nominacja w kategorii Najlepszy film nieanglojęzyczny

Złote Globy 1993:
- nominacja w kategorii Najlepszy film zagraniczny

48. Międzynarodowy Festiwal Filmowy w Wenecji (1991):
- wygrana: Nagroda Katolickiego Biura Filmowego dla Najlepszego filmu

- wygrana: Nagroda im. Francesco Pasinettiego dla Najlepszego filmu

- wygrana: Złoty Lew dla Najlepszego filmu

Cezary (1992):
- nominacja w kategorii Najlepszy film

Nagroda Europejskiej Akademii Filmowej (1993):
- wygrana w kategorii Najlepszy europejski film roku

Film Independent (1993):
- nominacja w kategorii Najlepszy film zagraniczny